# Врачово (Бокситогорський район)
Врачово (рос. Врачово) — присілок Бокситогорського району Ленінградської області Росії. Входить до складу Великодвірського сільського поселення.
Населення — 11 осіб (2012 рік).